# Кіфісія (футбольний клуб)
Кіфісія (грец. Αθλητική Ένωση Κηφισιά) — грецький футбольний клуб з міста Кіфісія. Заснований 2012 року.

## Історія
Футбольний клуб «Кіфісія» заснований 2012 року через злиття двох місцевих клубів. Новостворений клуб дебютував у четвертому дивізіоні Греції в сезоні 2012–13 років. До сезону 2017–18 «Кіфісія» двічі виборювала кубок Афін.
З сезону 2018–19 команда розпочала поступове просування по національним дивізіонам. За підсумками сезону 2020–21 «Кіфісія» у серії плей-оф здобула право дебютувати в другому дивізіоні.
У дебютному сезоні Суперліги 2 команда посіла підсумкове шосте місце. Досить вдало виступила в Кубку Греції, де дісталась 1/8 фіналу поступившись за сумою двох матчів 0–5 столичному АЕКу.
У сезоні 2022–23 команда посіла перше місце в південній групі Суперліги 2 і вперше в історії забезпечила собі вихід до Суперліги.
За підсумками сезону в Суперлізі «Кіфісія» посіла тринадцяте місце і вибула до Суперліги 2, через рік повернулась в еліту.

## Арена
Домашній стадіон клубу імені Міхаліса Крітікопоулоса не відповідає вимогам Суперліги незважаючи на наявність коментаторських кабін та оновлення трибун перед дебютом в другому дивізіоні.

## Досягнення
- Переможець другого дивізіону Греції (1): 2022/23